# Náklo
Náklo (en allemand : Nakel) est une commune du district et de la région d'Olomouc, en République tchèque. Sa population s'élevait à 1 507 habitants en 2023.

## Géographie
Náklo se trouve à 7 km au sud-est de Litovel, à 12 km au nord-ouest d'Olomouc, à 84 km à l'ouest-sud-ouest d'Ostrava et à 199 km à l'est-sud-est de Prague.
La commune est limitée par Střeň au nord, par Příkazy à l'est, par Senice na Hané au sud, et par Dubčany et Litovel à l'ouest.

## Histoire
La première mention écrite de la localité date de 1078.

## Administration
La commune se compose de trois sections :
- Náklo
- Lhota nad Moravou
- Mezice

## Galerie

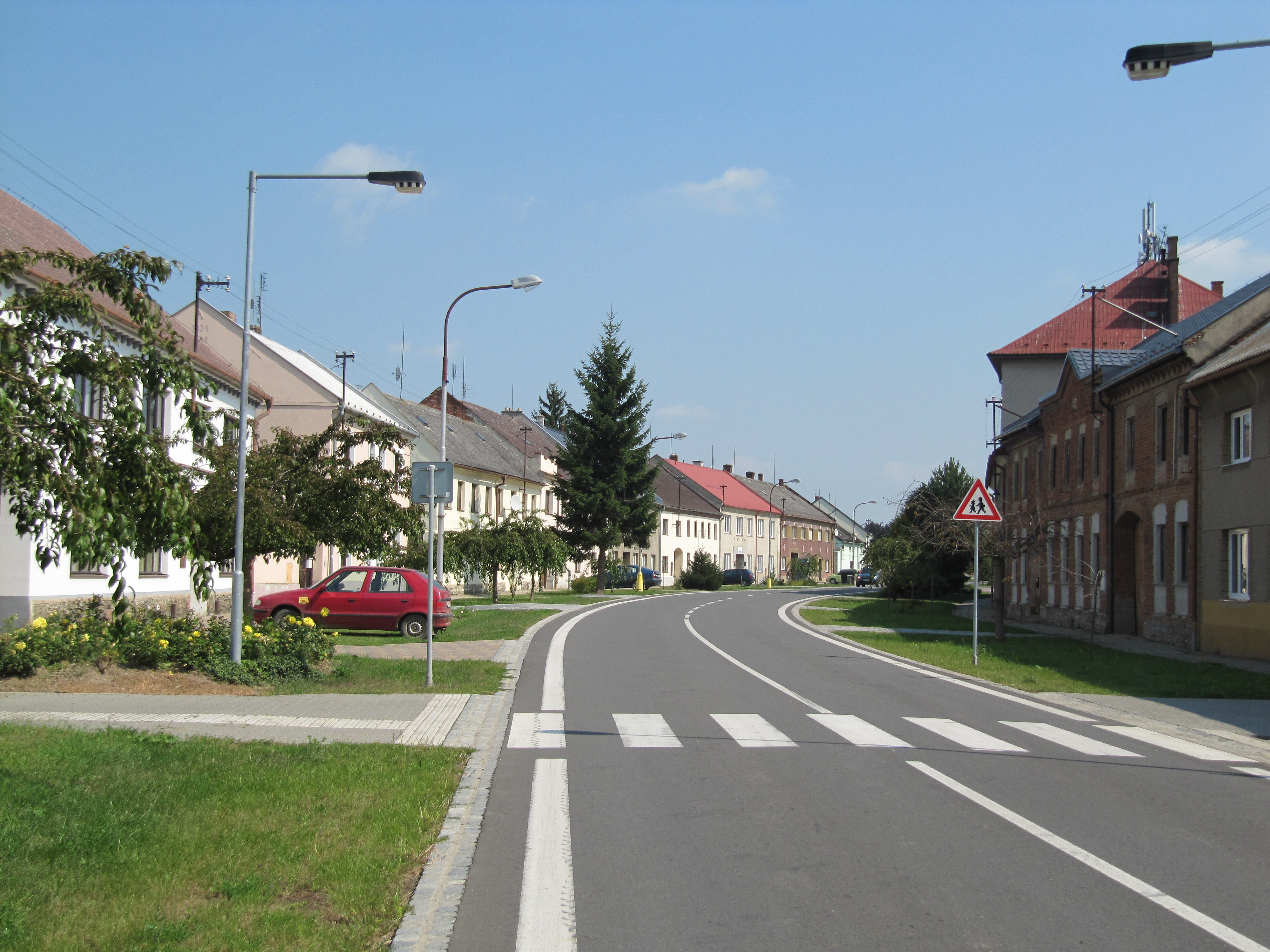
Rue de Náklo.
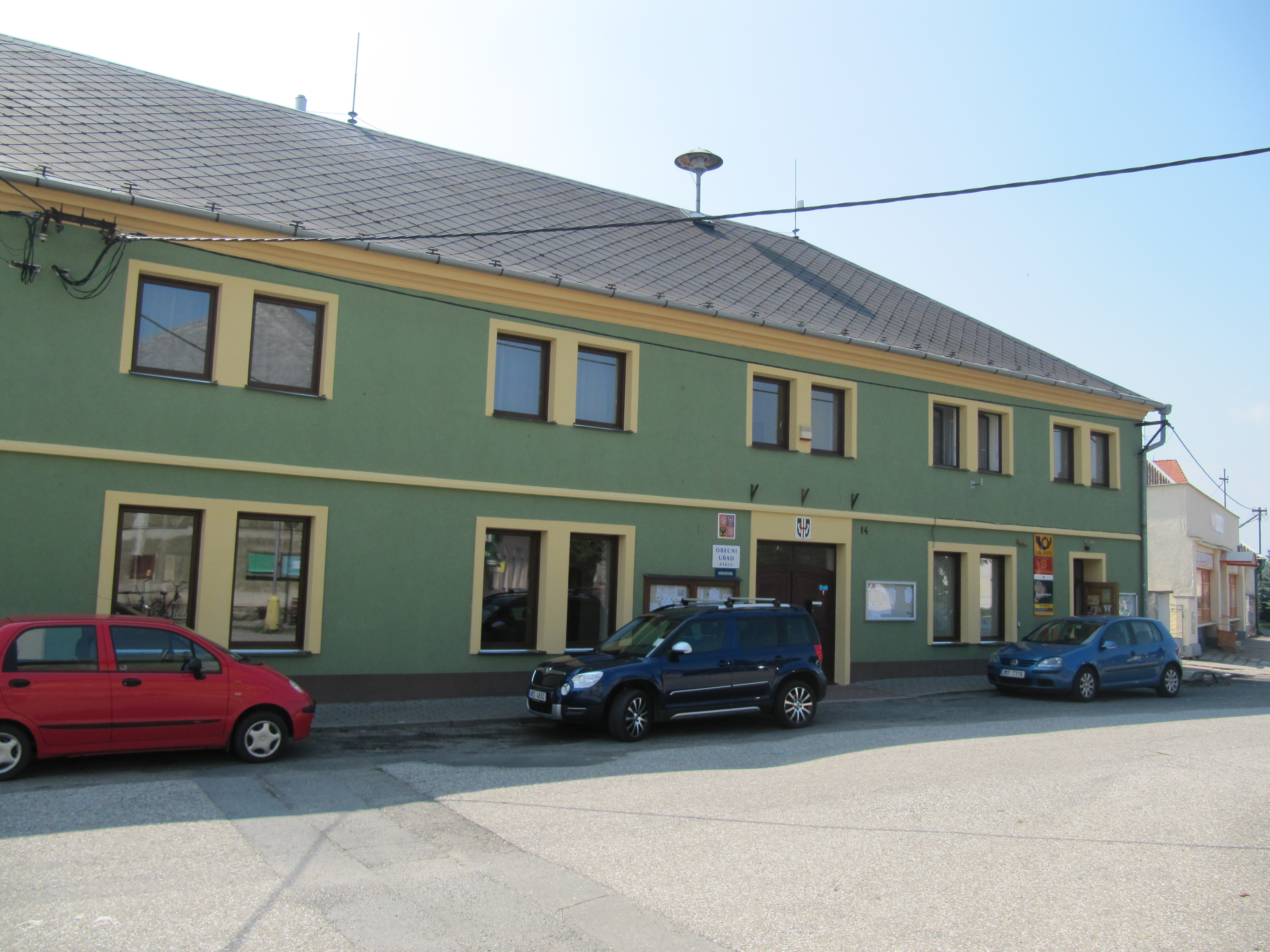
Náklo : la mairie.

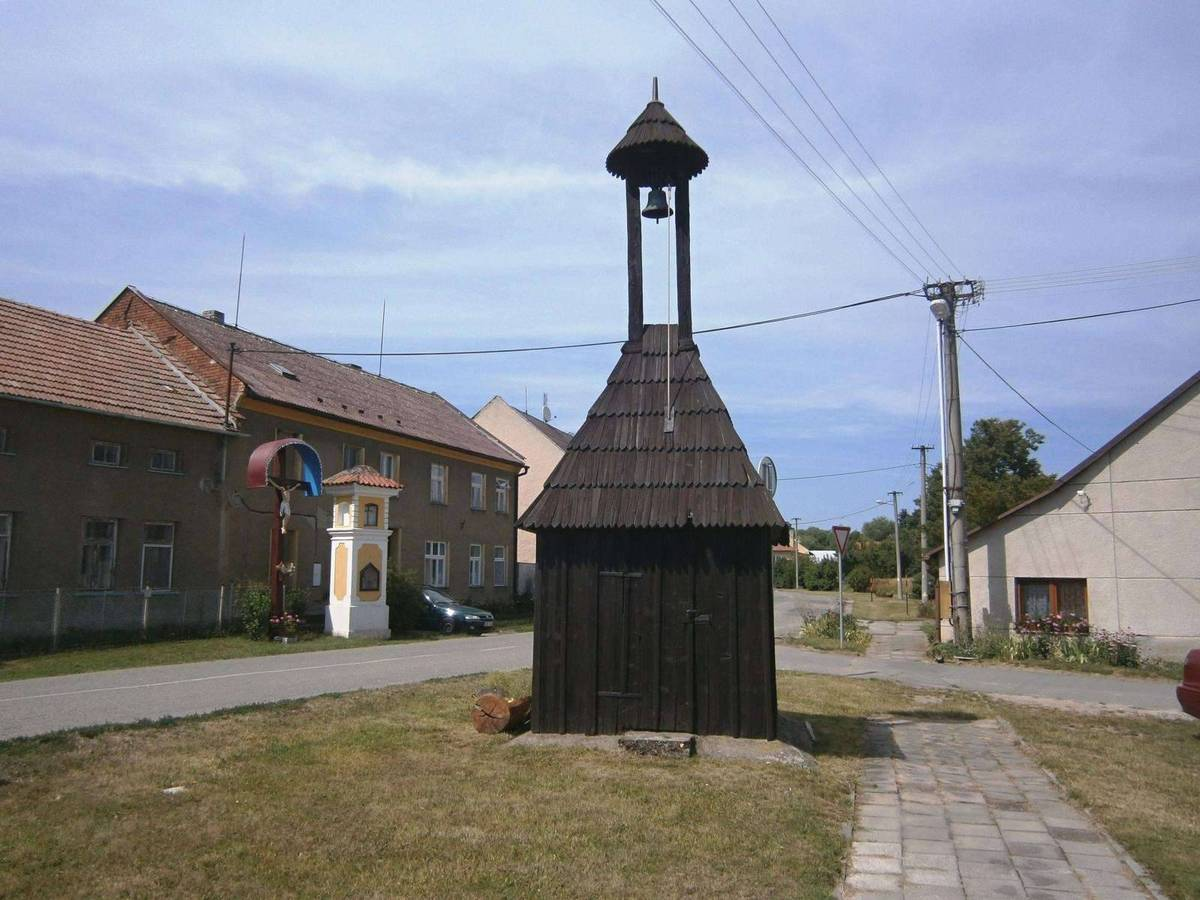
Lhota nad Moravou : clocher en bois.
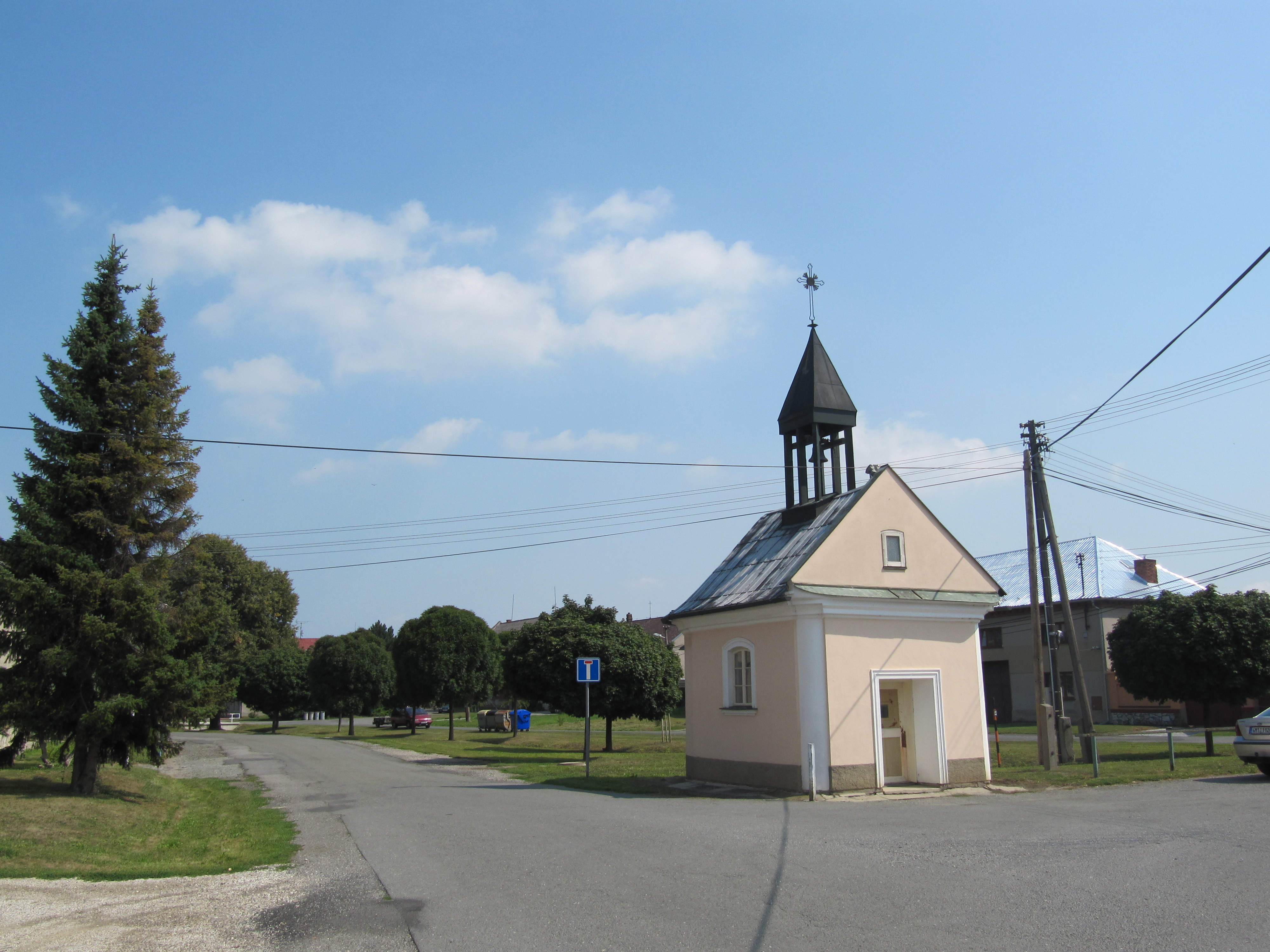
Chapelle à Mezice.

## Transports
Par la route, Náklo se trouve à 8,8 km de Litovel, à 13 km d'Olomouc et à 232 km de Prague.
Náklo est desservie par l'autoroute D35 et se trouve à 2,5 km de la sortie no 253 Unčovice, dans la commune de Litovel.